# Echsenbach
Echsenbach es una localidad del distrito de Zwettl, en el estado de Baja Austria, Austria. Su población estimada, a principios del año 2021, es de 1277 habitantes.
Está ubicada en la parte noroeste del estado de Baja Austria, en la región Waldviertel.  